# Gagnac-sur-Cère
Gagnac-sur-Cère é uma comuna francesa na região administrativa de Occitânia, no departamento de Lot. Estende-se por uma área de 12,83 km². Em 2010 a comuna tinha 713 habitantes (densidade: 55,6 hab./km²).